# Islamischer Nationalismus
Islamischer Nationalismus – seltener auch Moslemischer Nationalismus – ist jener Nationalismus in vom Islam geprägten Ländern, der einen bestehenden Nationalstaat von anderen Staaten religiös motiviert abgrenzt oder aber als Bewegung einen eigenen Nationalstaat anstrebt. Dabei ist allerdings zu beachten, dass der Nationenbegriff in der islamischen Welt nicht viel mit der westlichen Tradition zu tun hat, da es um sehr unterschiedliche Staatlichkeiten geht und daher auch um sehr unterschiedliche Nationalismen.
Weniger im Sinne von Nationalstaaten, sondern im Blick auf Arabien ist der Panarabismus eine muslimisch-nationalistische Bewegung. Hingegen gibt es keine panislamische Nationalbewegung, da die Unterschiede zu groß sind: feudaldynastische (z. B. Saudi-Arabien, Marokko) und bürgerlich-republikanische Strukturen (Türkei, Tunesien), modern-laizistische und konservativ-religiöse Orientierung stehen sich gegenüber. Lediglich die gemeinsame kulturelle Grundlage eint die Staaten in Abgrenzung vom "American Way of Life".
Historisch spielte muslimischer Nationalismus unter anderem im Russischen Reich bis zum Ende des Ersten Weltkriegs bei den Tataren und Baschkiren eine Rolle. Die Kemalisten in der Türkei hatten eine stark nationalistische Ausrichtung.
Heute spricht man vor allem in Bezug auf die Staaten Pakistan, Iran und Libyen von muslimischem Nationalismus. Eine ausgeprägte muslimisch-nationalistische Bewegung gibt es unter anderem in Palästina, in Bosnien und im Süden der Philippinen.